# Sole Survivor Policy
La politique du seul survivant est un ensemble de règles des forces armées des États-Unis qui a été développée pour protéger un militaire ayant perdu les membres de sa famille dans des opérations de combat et étant le dernier survivant, en le retirant des zones de combats.

## Histoire
Le déclencheur de l'élaboration et de la mise en œuvre de la « Sole Survivor Policy » a été le sort des cinq frères Sullivan qui sont morts pendant la Seconde Guerre mondiale à la suite du naufrage du croiseur léger USS Juneau le 13 novembre 1942 à la bataille navale de Guadalcanal.
Presque un an auparavant, le 7 décembre 1941, un événement similaire a eu lieu où trois frères stationnés sur l'USS Arizona ont été tués lors de l'attaque japonaise sur Pearl Harbor.
Les unités de l'armée américaine étaient regroupées territorialement. Ce qui a conduit a des désignations dans le nom des régiments tel que le 20e régiment du Maine par exemple. Il arriva donc encore et encore, surtout pendant la guerre civile, que les combattants d'une même famille soient tués. Pour éviter cela, les membres d'une même famille n'étaient plus autorisés à servir dans la même unité afin d'éviter le plus possible de tels incidents.
Le cas des frères à bord de l' Arizona et du Juneau, a illustré les faiblesses de ce règlement. Ils ont servi dans différents départements - et donc, d'un point de vue militaire, pas dans la même unité - mais tous sur le même navire. Après quoi, les règles de séparation ont été renforcées de sorte que les membres de la famille ne soient parfois plus autorisés à servir sur le même théâtre d'opération.

## Domaine d'application
La « politique du seul survivant » n'était pas une loi jusqu'en 2008, mais un ensemble de règles militaires internes, de sorte qu'aucun droit légal ne soit directement dirigé sur une personne. Il n'était à l'origine valable que pour les fils, puisque aucune femme était dans les unités de combat pendant la Seconde Guerre mondiale, mais a depuis été élargi pour inclure les filles.
Depuis août 2008, le Hubbard Act est une loi qui fait directement référence à la « Sole Survivor Policy » . Il affecte les militaires qui, en raison de la politique, ont quitté l'armée avec honneur - mais avant la fin de leurs obligations. Ils bénéficient d'avantages tels que la prime d'engagement et, à titre transitoire, de soins de santé et des avantages tels que des bourses de formation en vertu de la GI Bill of Rights. La raison de cette réglementation légale découle du cas de Jason Hubbard, dont les deux jeunes frères ont été tués lors de la deuxième guerre en Irak (2004 et 2007). En 2008, alors qu'il s'est retrouvé sans assurance maladie et qu'il devait de l'argent à l'armée, il s'est tourné vers le membre du Congrès Devin Nunes. En avril 2008, lui et d'autres collègues ont présenté la loi, qui a été adoptée par le Congrès et approuvée le 29 août 2008 puis signée par le président Bush.

### Conditions requises
La politique s'applique aux seuls descendants survivants d'une famille dans les conditions suivantes. Si dans une famille, le père ou la mère ou un ou plusieurs fils ou filles qui ont servi dans les forces armées américaines sont :
- décédés des suites de blessures, d'accidents ou de maladies,
- en captivité ou portés disparus,
- ont un taux d'incapacité permanent (dont 100 % de déficience intellectuelle) les empêchant de travailler. Cette incapacité doit alors être identifié par l' Administration des anciens combattants ou l'un des services militaires[1].

### Application de la politique
L'un des exemples les plus connus de l'application de la « Sole Survivor Policy » est le cas des frères Niland pendant la Seconde Guerre mondiale : en supposant que trois des quatre frères étaient déjà morts, le prétendu dernier survivant, Frederick Niland, qui a participé en 1944 à l'opération Overlord, le débarquement allié en Normandie, a été retiré du front et renvoyé aux États-Unis. Cette affaire est devenue la base du film Il faut sauver le soldat Ryan.
Au cours du processus législatif de la loi Hubbard de 2008, le nombre de militaires touchés par le règlement depuis 2001 à travers des missions dans les guerres d' Afghanistan et d'Irak s'est élevé à 55. Avec les opérations en Afghanistan et en Irak qui se poursuivent, 20 personnes s'ajoutent chaque année.